# Dinu Săraru
Dinu Săraru (pseudonimul lui Constantin Grigore Săraru; n. 30 ianuarie 1932, Râmnicu Vâlcea, Vâlcea, România – d. 2 martie 2024, București, România) a fost un director de teatru, dramaturg, eseist, publicist, romancier și scriitor român. A fost  membru al Uniunii Scriitorilor din România.

## Biografie
S-a născut pe 30 ianuarie 1932, la Râmnicu Vâlcea, fiu al învățătorului Costică Săraru și al Corneliei Săraru, din comuna Slătioara, la 8 km de orașul Horezu, în satul Olari.
În anii '50, a început o carieră ca reporter la Radio București, după care a devenit cronicar literar al postului național de radio.
A fost directorul Teatrului Mic din București între anii 1977 și 1990. A făcut parte din C.C. al P.C.R.. Mult timp este marginalizat de noile autorități rezultate după 1989. Însă președintele Ion Iliescu, ca urmare a sprijinului deschis acordat de Dinu Săraru în timpul campaniei electorale, în  anul 2001 îl numește director al Teatrului Național din București.
Și-a dat demisia din aceasta funcție în anul 2004, odată cu ministrul culturii și cultelor Răzvan Theodorescu, iar presa a speculat că a făcut acest gest înainte să fie demis de noul președinte, Traian Băsescu.
Romanele sale pe teme țărănești Niște țărani, Dragostea și revoluția și Clipa, care i-au adus faima înainte de 1989, au fost puternic contestate de criticii literari după 1990, pentru adeziunea implicită la stilul romanului socialist, pe tema colectivizării. După cum se știe colectivizarea s-a realizat cu „liberul consimțământ forțat” și cu „marele ajutor” dat de Securitate. Romanul său Clipa a fost ecranizat în regia lui Gheorghe Vitanidis.
Dinu Săraru este tatăl a două fiice: Ruxandra Săraru, ziaristă, redactor radio și TV și Alexandra Săraru.
Scriitorul Dinu Săraru a murit pe 2 martie 2024, la Spitalul Universitar de Urgență București, la vârsta de 92 de ani. A fost înmormântat pe 5 martie 2024, în curtea Casei memoriale „Dinu Săraru” din Slătioara, județul Vâlcea.

### Controverse
În Raportul Tismăneanu, prezentat în fața Parlamentului în 2007, a fost inclus în categoria Exponenți ai protocronismului alături de Paul Anghel, Eugen Barbu, Corneliu Vadim Tudor, Doru Popovici, Dan Zamfirescu, Ilie Bădescu, Ion Lăncrănjan, Pompiliu Marcea, Ion Dodu Bălan, Adrian Păunescu, Mihai Ungheanu, Nicolae Dan Fruntelată, Artur Silvestri, Ilie Purcaru.
A fost unul din acționarii principali ai Băncii Internaționale a Religiilor, iar falimentul acesteia l-a implicat într-un scandal financiar de proporții.

### FilmulTicăloșii
În anul 2007, după romanul său Ciocoii noi cu bodyguard, regizorul Șerban Marinescu a realizat un film de lung metraj, intitulat Ticăloșii.

## Carieră
- anii 1950-1960 - Redactor la Radiodifuziunea Română
- anii 1960-1963 - Secretar general de redacție la revista Secolul 20
- anii 1963-1964 - Jurnalist, la ziarul Scânteia Tineretului
- anii 1964-1968 - Secretar general de redacție la revista Luceafărul
- anii 1968-1969 - Șef al Publicațiilor Televiziunii Române
- anii 1969-1977 - Redactor-șef adjunct si apoi redactor șef al Redacției Culturale a TVR
- anii 1977-1990 - Director al Teatrului Mic și Teatrului Foarte Mic
- 2001-2004 - Director al Teatrului Național „Ion Luca Caragiale” din București

## Operă
- 1966 - Teatrul românesc și interpreții contemporani;
- 1973 - Al treilea gong (piesă de teatru);
- 1974 - Niște țărani (roman, debut în proză), Editura Eminescu, București;
- 1976 - Clipa, roman, Editura Eminescu; ecranizat în 1979
- 1981 - 1986 - Dragostea și Revoluția,
  - volumul I „Toamna roșie”,
  - volumul II „Cei care plătesc cu viața”,
  - volumul III „Speranța”;
- 1987 - Adevăruri de toată ziua, roman, Editura Eminescu
- 1992 - Un fluture alb cu sânge pe aripi
- 1993 - Iarba vântului,
- 1996 - Trilogia țărănească (triptic de romane), Editura Rao Contemporan
- 1997 - Crima pentru pământ (piesă de teatru)
- 2004 - Ciocoii noi cu bodyguard, Editura Rao
- 2005 - Generalul Revoluției cu piciorul în ghips - Dialog cu generalul Victor Atanasie Stănculescu, volum de interviuri, Ed. Rao
- 2011 - Ultimul bal la Șarpele roșu, Editura Rao
- 2013 - Ultimul țăran din Slătioară, Editura Adevărul Holding[10]
- 2015 - Ultimul bal la Șarpele roșu; Carnavalul cătușelor, Editura Rao
- 2017 - Ura din ochii vulpii - o istorie a Teatrului Mic, Editura Rao
- 2017 - Râmnicul meu, Editura Praxis
- 2017 - Corrida, Editura Rao
- 2018 - Marele premiu la Monte Carlo sau dedublarea, Editura Rao

## Premii și distincții
- Medalia „Meritul Cultural”[9]
- Ordinul „Meritul Cultural” clasa a II-a (21 august 1979) „pentru contribuția deosebită adusă la înfăptuirea politicii Partidului Comunist Român de făurire a societății socialiste multilateral dezvoltate în patria noastră, cu prilejul celei de-a 35-a aniversări a revoluției de eliberare socială și națională, antifascistă și antiimperialistă”[11]
- Ordinul național „Steaua României” în grad de cavaler[9]
- Premiul Academiei Române pentru romanul Niște țărani
- Premiul pentru scenariul cinematografic Clipa
- Premiul „Mihai Eminescu” pentru Iarba vântului
- Premiul „Liviu Rebreanu” pentru Crima pentru pământ